# 戈壁巨龍屬
戈壁巨龍屬（學名：Gobititan）是蜥腳下目恐龍的一屬，生存於白堊紀早期的中國。牠的化石是一個部份身體骨骼，包括脊椎及一根部份四肢骨頭，被推論是多孔椎龙类恐龍。
模式種是神州戈壁巨龍（G. shenzhouensis）是在2003年由尤海鲁等人描述的，其化石是在中國甘肃省肃北县马鬃山地区被發現。

## 外部連結
- 恐龍博物館——戈壁巨龍